# Charles Alphonse Du Fresnoy

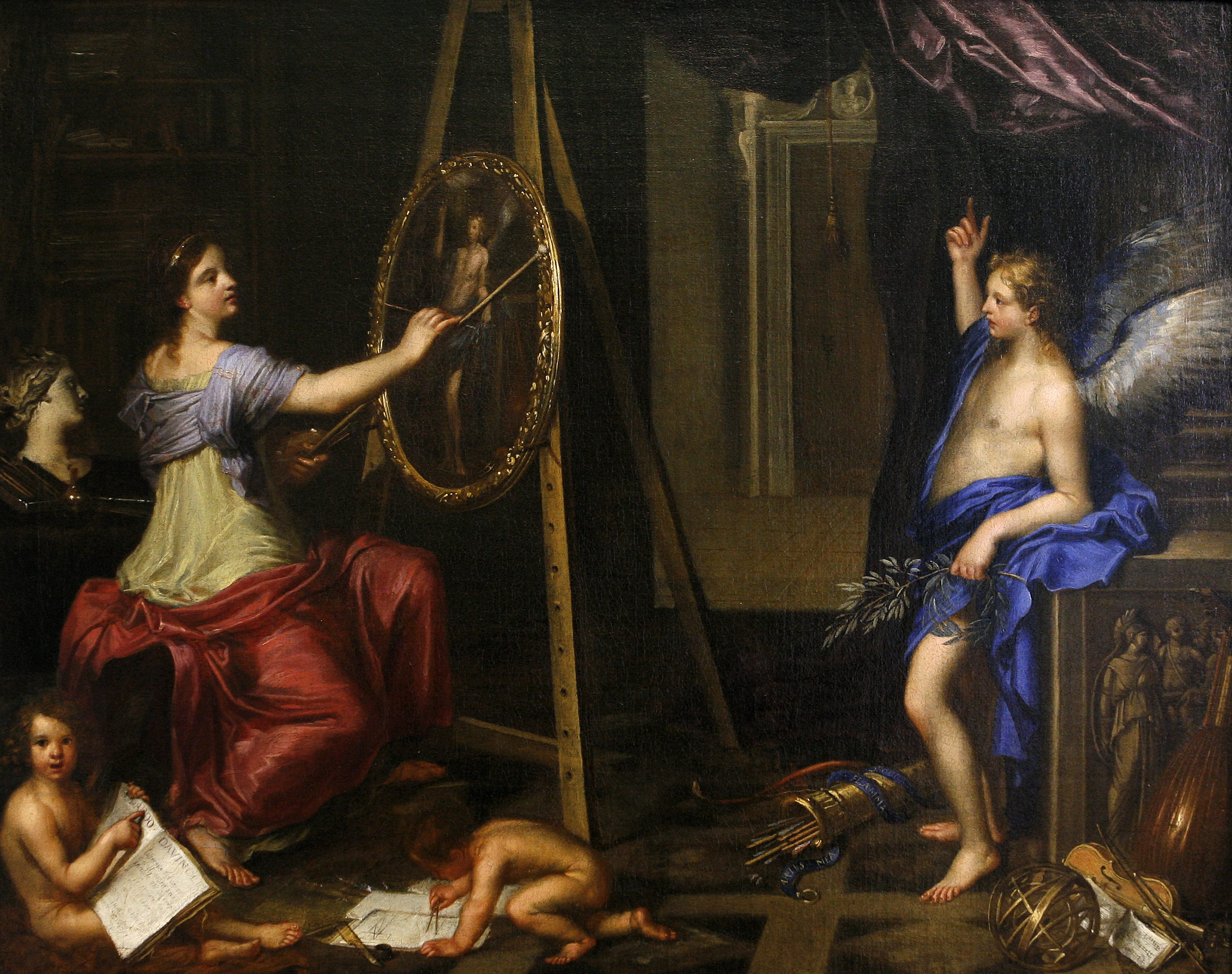
Allegoria della pittura (1650)

Charles Alphonse Du Fresnoy (Parigi, 1611 – Villiers-le-Bel, 16 gennaio 1668) è stato un pittore e scrittore francese.

## Biografia
Figlio di un farmacista, sembrò destinato alla professione medica, e difatti venne educato allo studio del latino e del greco, ma evidenziando una grande propensione per l'arte, gli venne concesso di impararne i primi rudimenti sotto la guida dei maestri François Perrier e Simon Vouet.
Appena ventenne si trasferì a Roma, dove si specializzò in disegni di architetture, studiando soprattutto Raffaello. Ma la sua carriera ebbe la vera svolta dopo un soggiorno veneziano, durante il quale Du Fresnoy venne a contatto con i maestri veneti del Cinquecento, grazie ai quali il colore, nelle sue opere, assunse un'importanza uguale al disegno di rigore classico, e quindi Du Fresnoy abbandonò la sua dipendenza nei confronti di Poussin.
Conseguente di questa sua nuova concezione dell'arte, il trattato De arte graphica, redatto dopo il 1641 e impreziosito dalla note del teorico Rogers de Piles, nel quale l'autore voleva dimostrare la superiorità dei veneti rispetto a Raffaello e di Rubens nei riguardi di tutti. Durante il suo soggiorno romano, probabilmente scrisse le Observations sur la peinture (1649).
Nel suo trattato si allontanò dall'idea univoca della bellezza, per dimostrare che proprio dall'antichità si potevano ricavare i vari gradi di esempi di bellezza: l'Antinoo, l'Ercole Farnese, la Venere del Belvedere, il Gladiatore morente.
Anche se la sua fama fu dovuta quasi esclusivamente ai suoi trattati, non è da dimenticare nemmeno la sua attività come pittore, e a tal proposito basti menzionare l'Ebbrezza di Noè (Museo di Caen), le Ninfe (Museo di Grinal), le Naiadi (Museo del Louvre), Venere e le Grazie e Venere e gli Amorini (Neues Palais di Potsdam), la Morte di Socrate (Galleria degli Uffizi).